# Leon Kazimierz Ostaszewski

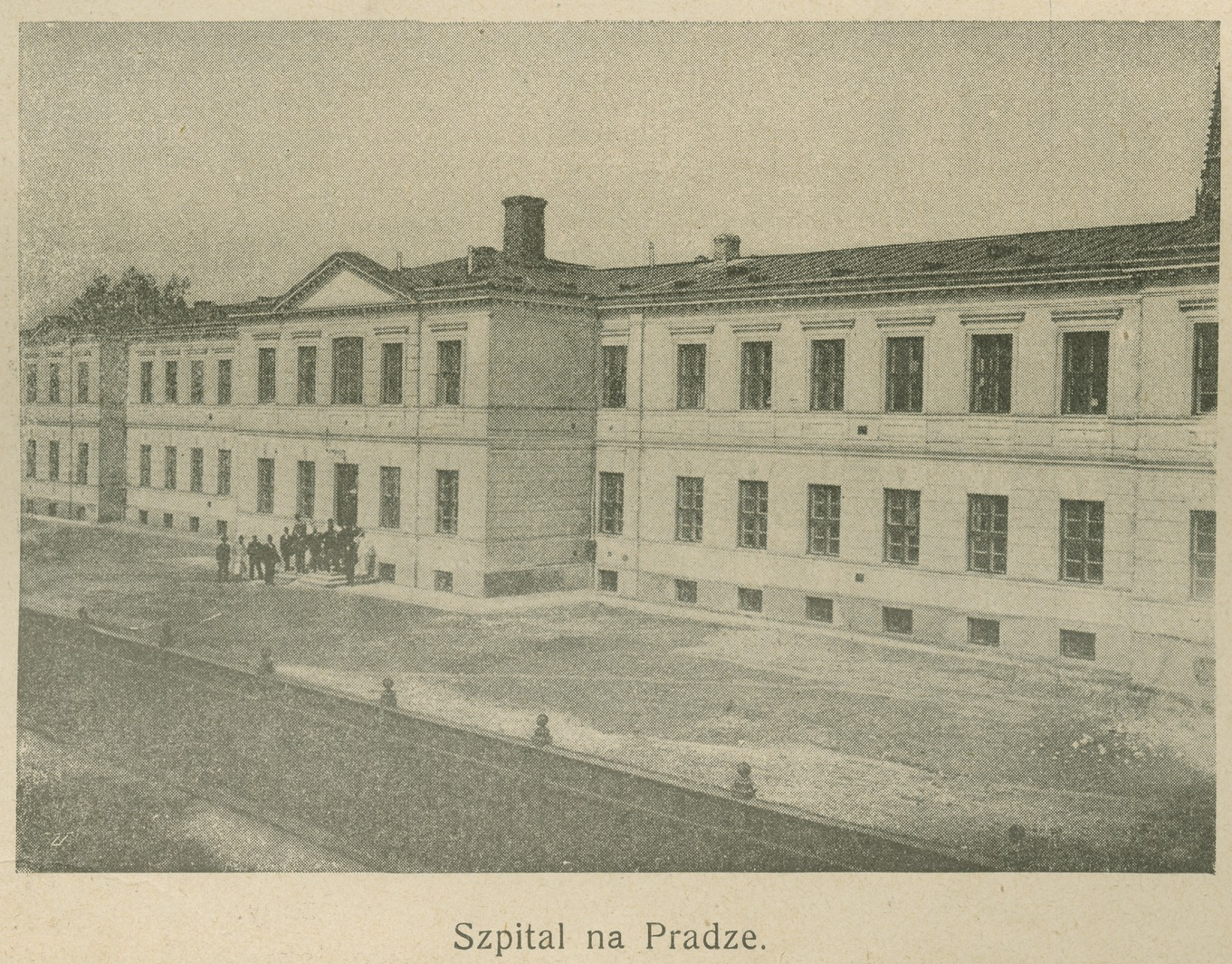
Szpital w Warszawie na Pradze 1900 r.

Leon Kazimierz Ostaszewski (ur. 1868, zm. 1924) – polski lekarz, chirurg Szpitala Praskiego w Warszawie. 

## Życiorys
Urodził się w Warszawie 3 marca 1868 jako syn Tymoteusza Felicjana Ostaszewskiego i Feliksy Dudrewicz. Początkowo uczył się w progimnazjum w Pułtusku, a następnie w Warszawie w III Gimnazjum, które ukończył w 1889. Studia lekarskie odbył na Uniwersytecie Warszawskim i 29 listopada 1894 uzyskał stopień lekarza cum eximia laude. 
Po ukończeniu Wydziału Lekarskiego rozpoczął pracę w Szpitalu Przemienienia Pańskiego na Pradze w Warszawie na Oddziale Chirurgii dr Jana Rocha Rauma (1854–1918), stosującego najnowsze zdobycze chirurgii światowej. Pracował tam do śmierci Rauma w 1918 i dalej u jego następcy dr Aleksandra Zawadzkiego (1870–1928). Przez niemal 30 lat był asystentem, ale też niejednokrotnie prowadził zastępczo przez czas dłuższy Oddział Chirurgii. Prowadził także wolną praktykę chirurgiczną w Warszawie. Od 1899 był członkiem Towarzystwa Lekarskiego Warszawskiego. 
W 1895 ożenił się z Marią Bronisławą Zaborowską, córką Wojciecha Dionizego i Heleny Zaborowskich, z którą miał dzieci: Jadwigę (1897–1975) za Henrykiem Schiele i Tadeusza (1899–1968), ożenionego z Haliną Mieszkowską.
Zmarł w Warszawie 17 maja 1924.